# Toral de los Vados
Toral de los Vados es un municipio y villa española de la provincia de León, en la comunidad autónoma de Castilla y León. Se encuentra en la comarca del Bierzo y cuenta con una población de 1753 habitantes (INE 2024). Confluyen en la localidad los ríos Burbia y Cúa, que desembocan en el río Sil. Es uno de los municipios leoneses en los que se habla gallego, si bien la existencia documentada de abundantes leonesismos en la toponimia histórica del municipio, suponen un muestra de que habría predominado el elemento leonés inicialmente, viéndose posteriormente desplazado por el gallego.
Hasta el 3 de mayo de 2010 el municipio se denominaba Villadecanes, pasando entonces a tomar la denominación de Toral de los Vados.

## Geografía
Integrado en la comarca de El Bierzo, se sitúa a 128 kilómetros de la capital provincial. El término municipal está atravesado por la autovía del Noroeste entre los pK 402 y 403, así como por las carreteras nacionales N-6 y N-120.
El relieve del municipio cuenta con dos zonas diferenciadas. La zona oriental está caracterizada por la presencia de varios ríos que confluyen entre sí: el río Burbia desciende de la montaña berciana por el noroeste para desaguar en el río Cúa el cual, procedente de Cacabelos, termina desembocando en el río Sil, que atraviesa el territorio de este a suroeste. La zona occidental es más montañosa, sobre todo por el suroeste, formando parte del límite occidental de la hoya berciana. La altitud del municipio oscila entre los 750 metros al suroeste y los 414 metros a orillas del río Sil. La localidad se alza a 431 metros sobre el nivel del mar, cerca de la desembocadura del río Burbia.
| Noroeste: Villafranca del Bierzo | Norte: Cacabelos | Noreste: Carracedelo |
| Oeste: Corullón                  |                  | Este: Carracedelo    |
| Suroeste: Sobrado                | Sur: Carucedo    | Sureste: Carracedelo |

### Localidades
Según el nomenclátor de 2010, el municipio comprende las poblaciones de:
Otero
Otero
Paradela del Río
Paradela de Arriba
Paradela del Río
Penedelo
Peón
Valiña
Sorribas
Iglesia del Campo
Sorribas
Toral de los Vados
Toral de los Vados
Villadecanes
Parandones
Villadecanes

## Historia

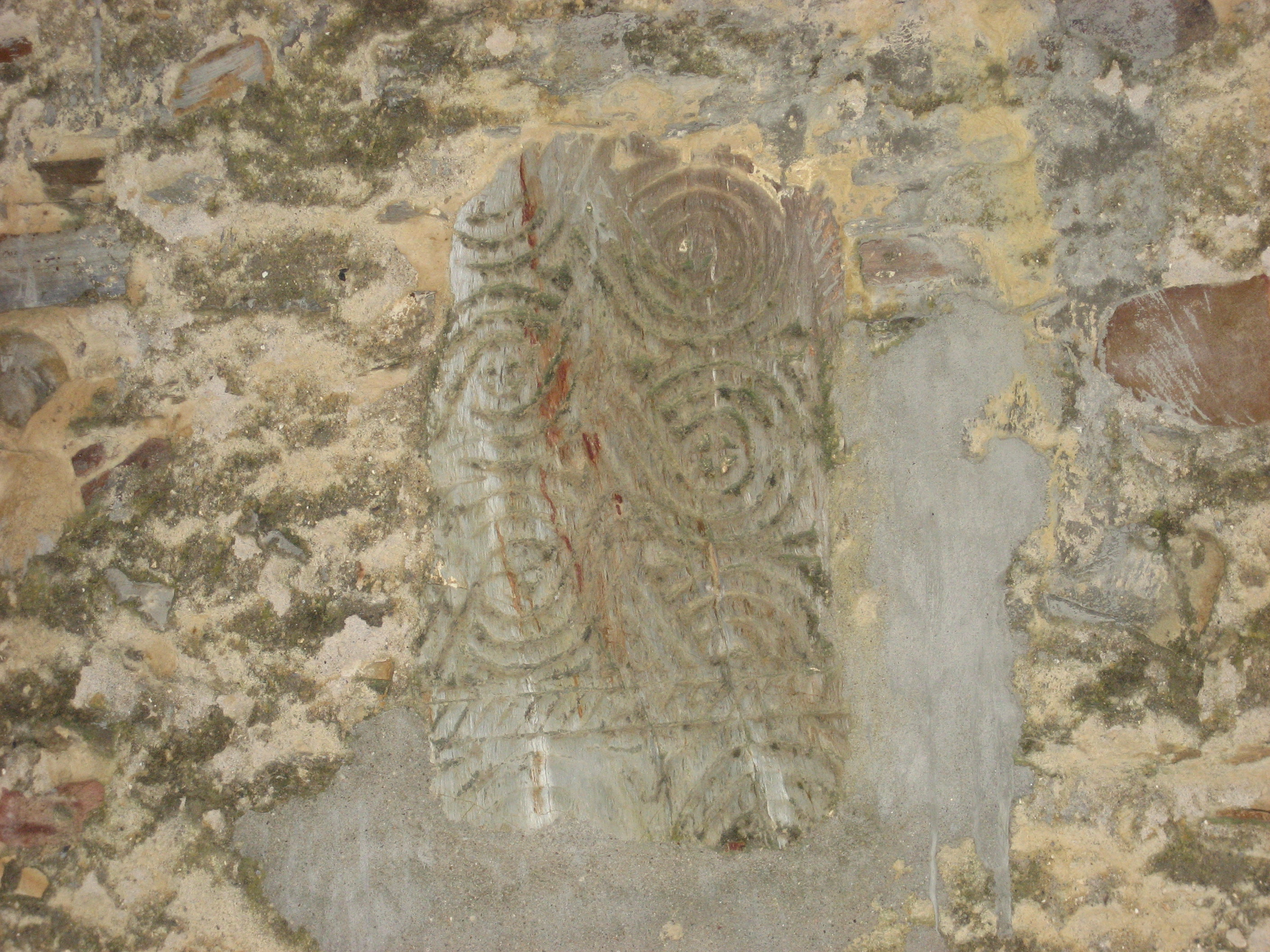
Lápida incrustada en la pared de una casa de Iglesia del Campo

### Prehistoria y época prerromana
Los primeros yacimientos que denotan la presencia humana en el municipio se corresponden a la época prerromana, de la cual data el castro astur del pico Ferreiro, cercano a Paradela del Río y Penedelo.

### Época romana

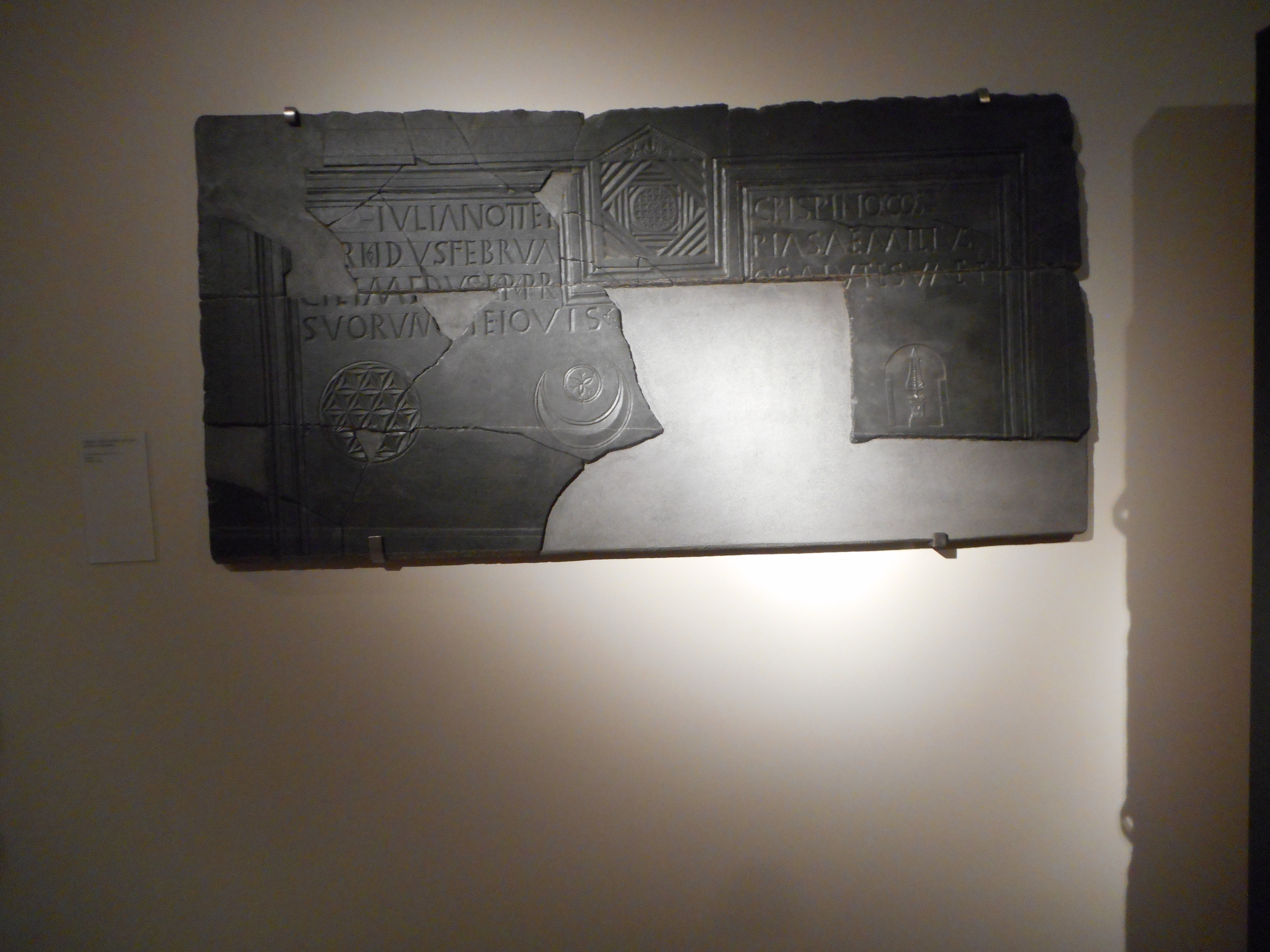
Inscripción votiva romana procedente de Villadecanes

Hay constancia de varias inscripciones romanas halladas en el municipio.

### Edad Media

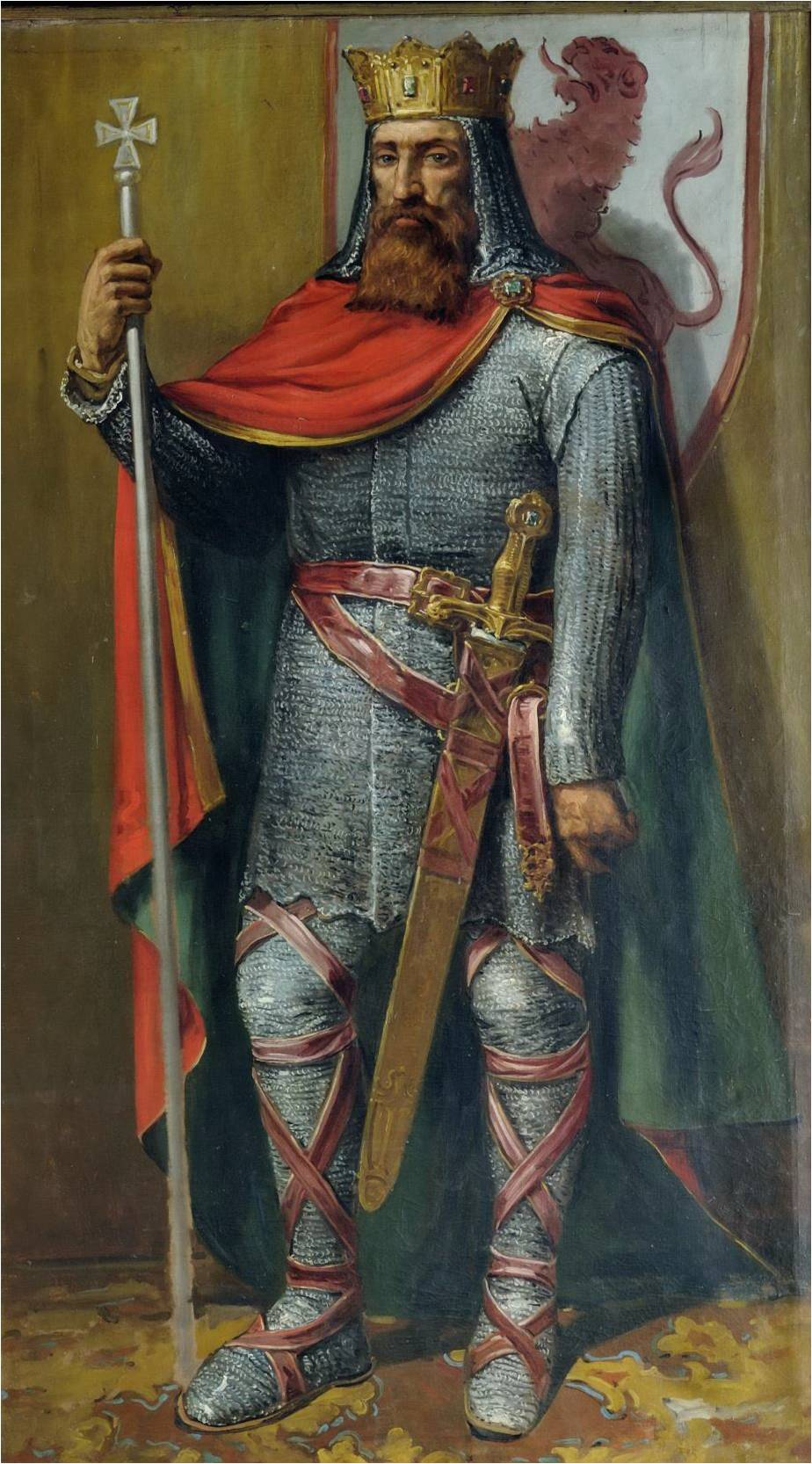
El rey Vermudo II de León tuvo como notario real a Sampiro, nacido en Iglesia del Campo

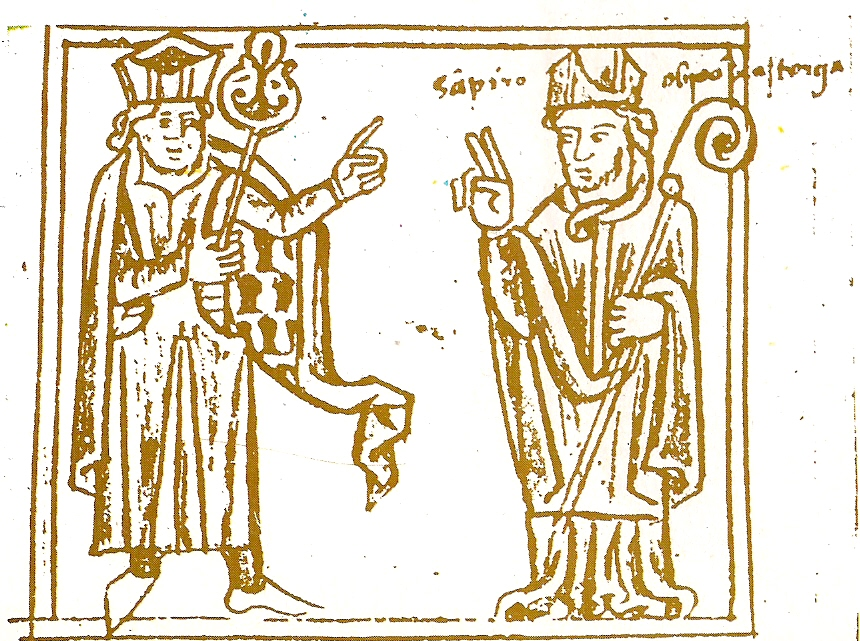
Ilustración de Sampiro como Obispo de Astorga en el códice de Batres

En todo caso, la fundación de las localidades que conforman el actual municipio se datan en la Edad Media, cuando habrían sido creadas en los procesos repobladores llevados a cabo por la monarquía leonesa, quedando integrados tanto Toral de los Vados como el resto de localidades en el Reino de León desde su nacimiento.
Por otra parte, también en la Baja Edad Media, con la reducción de ciudades con voto en Cortes a partir de las Cortes de 1425, las localidades del municipio pasaron a estar representadas por León, lo que les hizo formar parte de la provincia de León en la Edad Moderna, situándose dentro de esta en el partido de Ponferrada.

### Edad Moderna
Debido a la adscripción territorial desde la Alta Edad Media del territorio de Toral de los Vados al reino leonés, durante toda la Edad Moderna las localidades del municipio formaron parte de la jurisdicción del «Adelantamiento del reino de León».

### Edad Contemporánea
Finalmente, en la Edad Contemporánea, en 1821 Toral de los Vados y el resto de localidades del entonces municipio de Villadecanes pasaron a formar parte de la provincia de Villafranca, si bien al perder ésta su estatus provincial al finalizar el Trienio Liberal, en la división de 1833 pasaron a estar adscritas a la provincia de León, dentro de la Región Leonesa.
Ya en el siglo XXI, en 2008 se inició un nuevo expediente de cambio de denominación del municipio, finalizando el 3 de mayo de 2010, cuando se publicó en el Boletín Oficial de la comunidad autónoma la resolución por la que el municipio pasaba a denominarse de Toral de los Vados, publicándose asimismo en el BOE de 25 de mayo de 2010.

## Demografía
Cuenta con una población de 1753 habitantes (INE 2024).
| Gráfica de evolución demográfica de Toral de los Vados entre 1842 y 2021                                              |
| |
| Población de derecho según los censos de población del INE. Población de hecho según los censos de población del INE. |

### Núcleos de población
El municipio se divide en varios núcleos de población, que poseían la siguiente población en 2017 según el INE.
| Núcleo de población | Población |
| ------------------- | --------- |
| Toral de los Vados  | 1351      |
| Paradela del Río    | 128       |
| Villadecanes        | 124       |
| Parandones          | 111       |
| Otero               | 74        |
| Sorribas            | 37        |
| Penedelo            | 31        |
| Iglesia del Campo   | 28        |
| Paradela de Arriba  | 18        |
| Valiña              | 6         |
| Peón                | 1         |

## Economía
El sector agrícola tiene un peso importante en el municipio, al disponer de numerosas hectáreas dedicadas a los cultivos de frutales y productos de la huerta.
Por otra parte, desde la década de 1920 se asentó en Toral de los Vados la fábrica de Cementos Cosmos, que cambió por completo el futuro de la localidad, al convertirse en un foco industrial que aprovechaba las sinergias de la incipiente actividad carbonera que se desarrollaba en el valle del Sil y el Bierzo oriental. Recientemente se ha instalado en las proximidades de Villadecanes una factoría de Stac, especializada en acabados de aluminio, que al igual que la cementera, emplea a más de un centenar de personas.

## Comunicaciones
Cuenta con una estación de ferrocarril en la que paran trenes regionales con destino a Ponferrada,  Orense o Vigo-Guixar, entre otros.

## Cultura

### Festejos
En los días 10, 11 y 12 de julio, se festejan las fiestas de San Cristóbal. En su transcurso se celebra la Feria de la Artesanía. Otras fiestas son: San Isidro, el 15 de mayo; Maratón de Toral de los Vados en el mes de mayo (con repercusión estatal) y Toral de los Vados en Tren, actividad cultural nacida en 2002 que explica el desarrollo de Toral tras la llegada del ferrocarril y que se celebra en junio.
A finales de julio se celebra la Toralè Classique, un evento de ciclismo retro, donde las bicis clásicas y la música son protagonistas.

## Personalidades

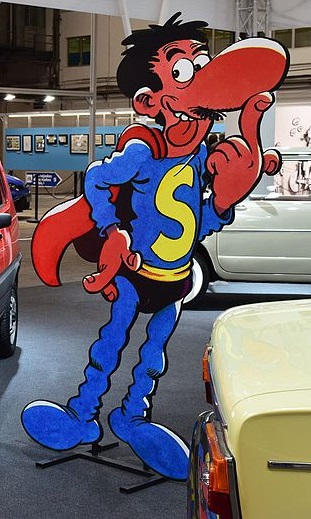
Superlópez fue creado por el toralense Jan